# David Banner
Lavell William Crump conocido como David Banner (y nacido en Jackson, Misisipi el 11 de abril de 1974) es un rapero, productor y actor estadounidense. Su nombre está tomado de la famosa serie estadounidense de los años 1970 y 80s, El Increíble Hulk. También ha participado en filmes de éxito como The Butler y Black Snake Moan.

## Comienzos
Banner se graduó en Southern University en Baton Rouge, Luisiana, y fue el presidente de la Student Government Association.
Antes de comenzar su carrera en solitario, Banner formó parte del dúo de rap Crooked Lettaz, y en 1999 debutaron con el álbum Grey Skies. Al año siguiente grabaría su primer álbum en solitario, Them Firewater Boyz, Vol. 1. El disco vendió más de 10 000 copias en su ciudad natal, a pesar del poco apoyo que recibió de la compañía discográfica.

## Carrera musical
Su segundo álbum, Mississippi: The Album, fue oro y recibió buenas críticas comerciales, en gran parte a causa del primer sencillo, "Like A Pimp". El siguiente álbum, MTA2: Baptized in Dirty Water, fue completado en dos semanas a instancias del directivo de SRC Steve Rifkind. Tras varios retrasos, Certified, el cuarto álbum de David Banner, vio la luz el 20 de septiembre de 2005.
Aparte de rapero, Banner es productor y ha producido a artistas como T.I., Nelly, Chingy y la nueva sensación del southern rap, Jibbs entre otros. Actualmente trabaja con el nuevo artista Marcus, descubierto por el propio Banner.
El sencillo más popular de Banner es "Play", tema que causa cierta controversia por su lírica tan explícita y sexual. A pesar de las críticas, "Play" sigue sonando en las radios del país y apareciendo el video en canales musicales como MTV, aunque la letra fuese modificada considerablemente.

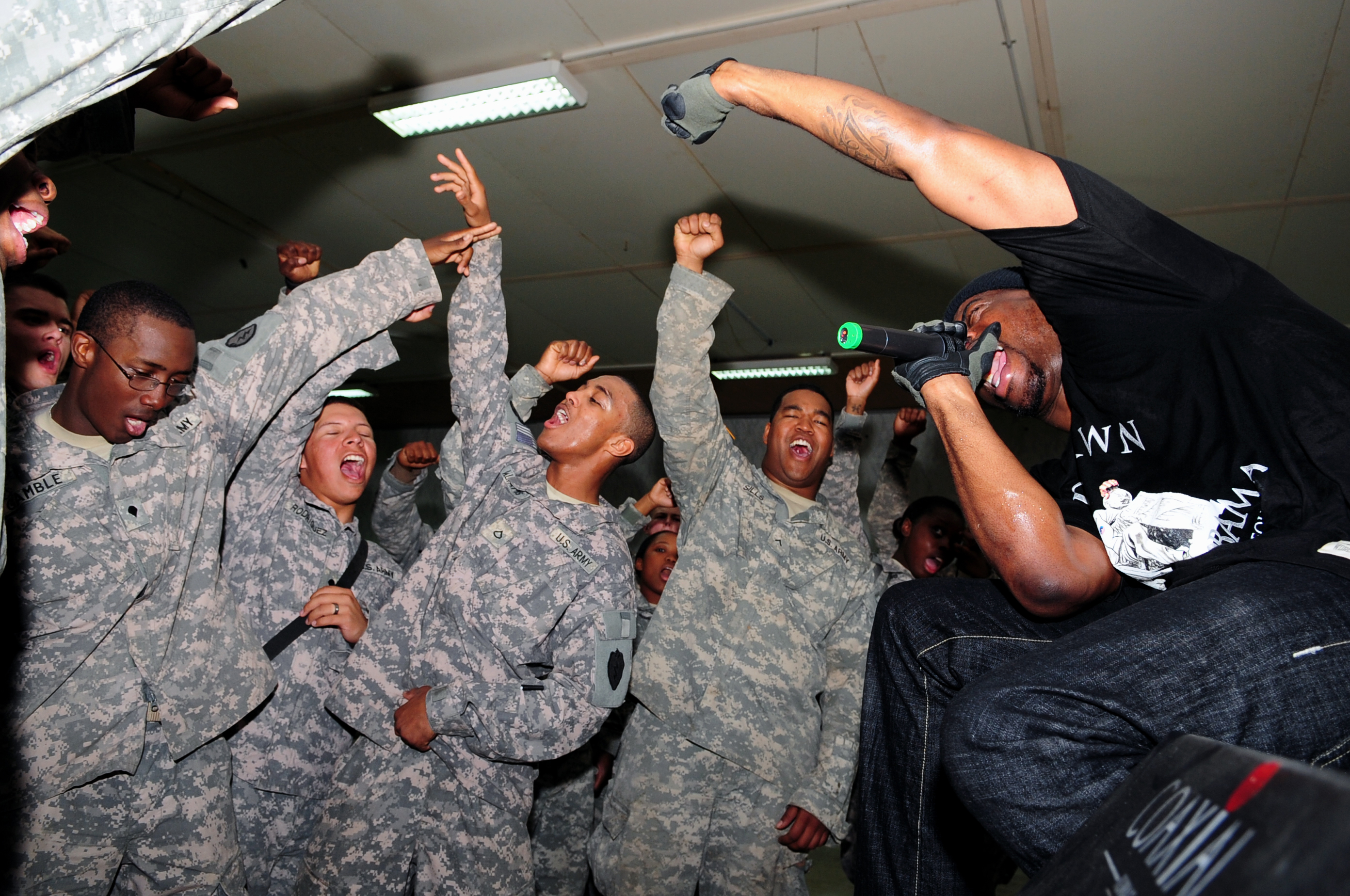
Banner (derecha) cantando para las tropas norteamericanas en Irak el 26 de enero de 2009.

A mediados de 2008, Banner saca su quinto álbum de estudio, siendo un éxito inmediato, en mayor parte por las colaboraciones de artistas de moda como Chris Brown, Akon y Lil' Wayne
Su sencillo de mayor repercusión se titula "Get Like Me" en colaboración con el citado Chris Brown y Yung Joc (aunque este en algunas ocasiones no es acreditado).
En este CD se incorpora la segunda parte de Cadillac On 22's. Canción dónde Banner habla sobre la escena violenta del rap y lo que repercute en la sociedad.
El 21 de diciembre del 2010 lanzó un álbum en colaboración con 9th Wonder llamado Death of a Popstar. Prácticamente sin ningún tipo de marketing previo a su lanzamiento, el álbum , sorprendentemente, llegó al top3 en los Estados Unidos. Dos singles fueron lanzados más tarde.
En 2012 lanzó al mercado un mixtape llamado Sex, Drugs & Video Games, del cual salieron tres singles, sin relevancia en las listas. Banner está ahora preparando su próximo álbum en solitario llamado MTA3: The Trinity Movement.

## Discografía

### Álbumes de estudio
| Título                              | Detalles del álbum                                                                                          | Posiciones | Posiciones | Posiciones |
| Título                              | Detalles del álbum                                                                                          | US         | US R&B     | US Rap     |
| ----------------------------------- | --- | ---------- | ---------- | ---------- |
| Them Firewater Boyz, Vol. 1         | - Lanzado: 15 de agosto del 2000 - Productora: Big Face - Formato: CD, Casete descarga digital              | —          | —          | —          |
| Undaground, Vol. 1                  | - Lanzado: 5 de mayo del 2003 - Productora: Big Face - Formato: CD, descarga digital                        | —          | —          | —          |
| Mississippi: The Album              | - Lanzado: 20 de mayo del 2003 - Productora: SRC Records, Universal Records - Formato: CD, descarga digital | 9          | 1          | 1          |
| MTA2: Baptized in Dirty Water       | - Lanzado: 23 de diciembre del 2003 - Porductora: SRC, Universal - Formato: CD, descarga digital            | 69         | 19         | —          |
| Certified                           | - Lanzado: 20 de septiembre del 2005 - Productora: SRC, Universal - Formato: CD, descarga digital           | 6          | 3          | 2          |
| The Greatest Story Ever Told        | - Lanzado: 15 de julio del 2008 - Productora: SRC, Universal - Formato: CD, descarga digital                | 8          | 3          | 3          |
| Death of a Popstar (con 9th Wonder) | - Lanzado: 21 de diciembre del 2010 - Productora: Big Face, IWWMG, E1 Music - Formato: CD, descarga digital | 3          | 1          | 1          |
| MTA3: The Trinity Movement          | - Lanzado: TBA - Productora: SRC, Republic - Formato: CD, descarga digital                                  | —          | —          | —          |

### Mixtapes
| Título                   | Detalles del álbum                                                                 |
| ------------------------ | ---------------------------------------------------------------------------------- |
| Sex, Drugs & Video Games | - Lanzado: 22 de septiembre del 2012 - Productora: SRC - Formato: Descarga digital |

## Sencillos

### Sencillos propios
| T´tulo                                                                | Año  | Posiciones | Posiciones | Posiciones | Certificaciones | Álbum                                       |
| T´tulo                                                                | Año  | US         | US R&B     | US Rap     | Certificaciones | Álbum                                       |
| --------------------------------------------------------------------- | ---- | ---------- | ---------- | ---------- | --------------- | ------------------------------------------- |
| "Caught up in the Game"                                               | 1998 | —          | —          | —          |                 | Crooked Lettaz: Grey Skies                  |
| "Firewater" (featuring Noreaga)                                       | 1999 | —          | —          | —          |                 | Crooked Lettaz: Grey Skies                  |
| "Like a Pimp" (featuring Lil' Flip)                                   | 2003 | 48         | 15         | 10         |                 | Undaground, Vol. 1 & Mississippi: The Album |
| "Cadillac on 22's"                                                    | 2003 | —          | 83         | —          |                 | Mississippi: The Album                      |
| "Crank It Up" (featuring Static Major)                                | 2004 | —          | 87         | —          |                 | MTA2: Baptized in Dirty Water               |
| "Ain't Got Nothing" (featuring Magic & Lil' Boosie)                   | 2005 | —          | 93         | —          |                 | Certified                                   |
| "Play"                                                                | 2005 | 7          | 5          | 3          | RIAA: Oro       | Certified                                   |
| "Touching" (featuring Jazze Pha)                                      | 2005 | —          | 54         | —          |                 | Certified                                   |
| "9mm" (featuring Akon, Lil' Wayne & Snoop Dogg)                       | 2007 | —          | 66         | —          |                 | The Greatest Story Ever Told                |
| "Get Like Me" (featuring Chris Brown & Yung Joc)                      | 2008 | 16         | 7          | 2          |                 | The Greatest Story Ever Told                |
| "Shawty Say" (featuring Lil Wayne)                                    | 2008 | 110        | 53         | 25         |                 | The Greatest Story Ever Told                |
| "Slow Down" (con 9th Wonder, featuring Heather Victoria)              | 2010 | —          | —          | —          |                 | Death of a Popstar                          |
| "Be with You" (con 9th Wonder, featuring Ludacris & Marsha Ambrosius) | 2010 | —          | 44         | —          |                 | Death of a Popstar                          |
| "Swag"                                                                | 2011 | —          | —          | —          |                 | Sex, Drugs & Video Games                    |
| "Yao Ming" (featuring 2 Chainz & ASAP Rocky)                          | 2011 | —          | —          | —          |                 | Sex, Drugs & Video Games                    |
| "Amazing" (featuring Chris Brown)                                     | 2012 | —          | —          | —          |                 | Sex, Drugs & Video Games                    |

## Apariciones especiales
| Título                             | Año  | Otros artista(s)                            | Álbum                                |
| ---------------------------------- | ---- | ------------------------------------------- | ------------------------------------ |
| "Get Crunk"                        | 2002 | Lil' Flip, Big T, Lil'Ron                   | Undaground Legend                    |
| "What Ya'll Wanna Do"              | 2002 | Lil' Flip, C-Note                           | Undaground Legend                    |
| "Air Forces One" (Remix)           | 2003 | Nelly, 8Ball & MJG                          | Da Derrty Versions: The Reinvention  |
| "Tear It Up"                       | 2004 | Yung Wun, Lil' Flip, DMX                    | The Dirtiest Thirstiest              |
| "Walk It Talk It"                  | 2004 | Yung Wun                                    | The Dirtiest Thirstiest              |
| "Represent"                        | 2004 | Lil' Flip, Three 6 Mafia                    | U Gotta Feel Me                      |
| "Ain't No nigga"                   | 2004 | Lil' Flip                                   | U Gotta Feel Me                      |
| "Welcome To The South"             | 2004 | Young Buck, Lil' Flip                       | Straight Outta Cashville             |
| "Drama"                            | 2004 | DJ Kay Slay, Lil' Jon, Bun B, Baby D        | The Streetsweeper, Vol. 2            |
| "How We Ride"                      | 2004 | Mannie Fresh, Jasper, Bun B                 | The Mind of Mannie Fresh             |
| "All the Way to t. Lou"            | 2004 | Chingy, Nate Dogg                           | Powerballin'                         |
| "Talkin' That Talk"                | 2005 | Chamillionaire                              | Man On Fire                          |
| "Fakeass Hoes"                     | 2005 | The Dogg Pound                              | Cali Iz Active                       |
| "Yeah Mufucka"                     | 2006 | Ludacris                                    | Release Therapy                      |
| "U Scared"                         | 2006 | Tyrese, Lil' Scrappy                        | Alter Ego                            |
| "Role models"                      | 2006 | Rich Boy, Attitude                          | Rich Boy                             |
| "We Them"                          | 2007 | N.O.R.E.                                    | Cocaine On Steroids                  |
| "Get on da Floor"                  | 2007 | Ali & Gipp                                  | Kinfolk                              |
| "You're Everything"                | 2008 | Bun B, Rick Ross, 8Ball & MJG               | II Trill                             |
| "Cool"                             | 2008 | Anthony Hamilton                            | The Point of It All                  |
| "Black President" (Remix Pt.1)     | 2008 | DJ Green Lantern, Busta Rhymes, Talib Kweli |                                      |
| "La La" (Remix)                    | 2008 | Lil' Wayne, Busta Rhymes                    |                                      |
| "Superfriend"                      | 2008 | Mary Mary                                   |                                      |
| "Numba 1 (Tide Is High)" (Remix)   | 2008 | Kardinal Offishall, Alfamega                |                                      |
| "We Come From"                     | 2010 | 8Ball & MJG                                 | Ten Toes Down                        |
| "3D"                               | 2011 | Game                                        | Hoodmorning (No Typo): Candy Coronas |
| "Sookie Now"                       | 2011 | Big K.R.I.T.                                | Return of 4Eva                       |
| "Coke, Dope, Crack, Smack" (Remix) | 2011 | J-Doe, Busta Rhymes, T-Pain                 |                                      |
| "Enjoy The Night"                  | 2012 | Xzibit, Brevi, Wiz Khalifa                  | Napalm                               |
| "Thyself"                          | 2013 | Gensu Dean, Planet Asia, Tragedy Khadafi    | Abrasions                            |

## Filmografía

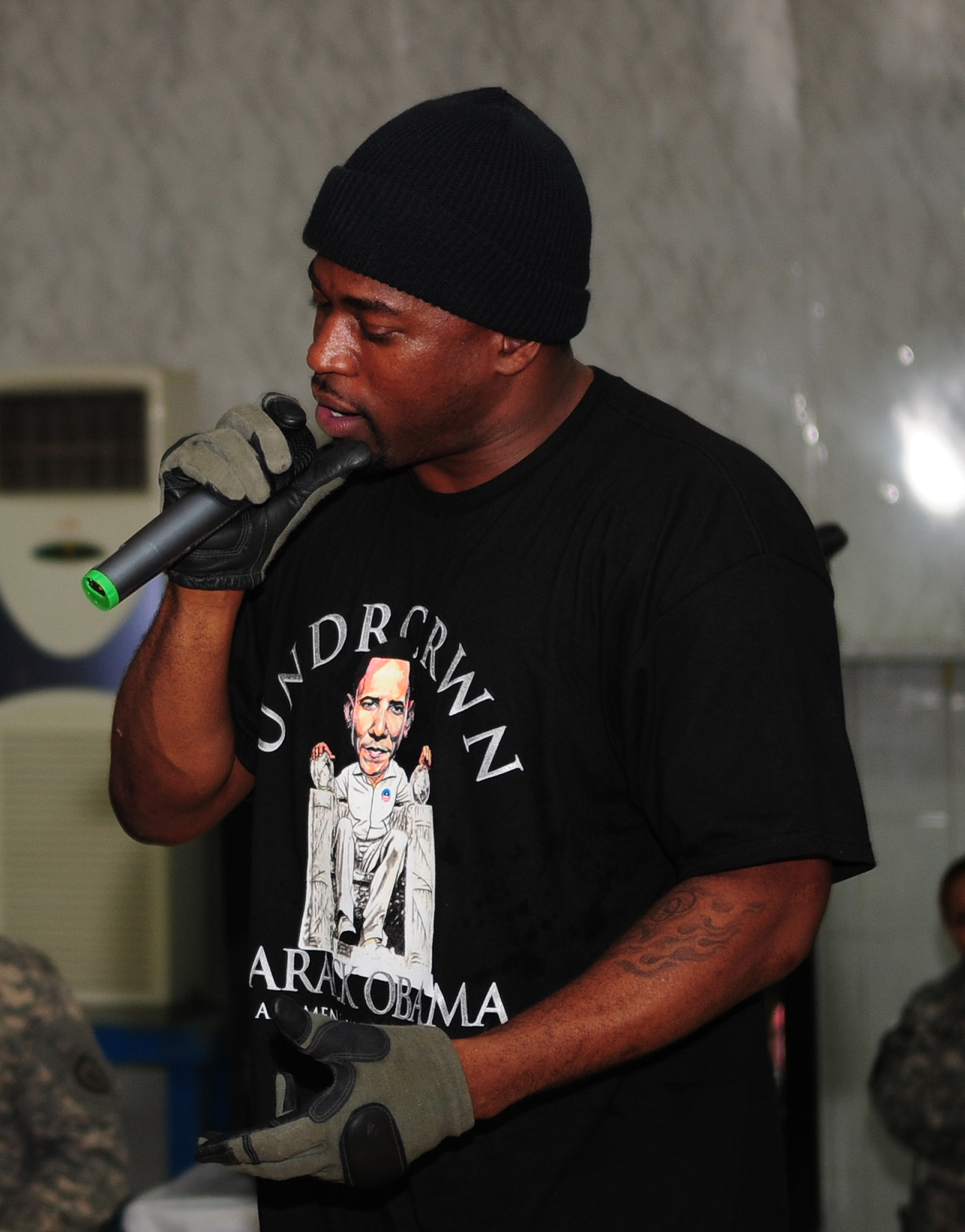
Banner llevando una camisa en apoyo a Barack Obama.

| Año  | Título           | Papel            |
| ---- | ---------------- | ---------------- |
| 2007 | Black Snake Moan | Tehronne         |
| 2007 | This Christmas   | Mo               |
| 2007 | Monk             | Snake el asesino |
| 2008 | Days of Wrath    | Kryme            |
| 2008 | Vapors           | Biz Markie       |
| 2010 | The Experiment   | Bosch            |
| 2010 | The Confidant    | Daniel Jackson   |
| 2013 | The Butler       | Earl Gaines      |
| 2014 | Ride Along       | Jay              |

### Televisión
- Saints & Sinners (2016) - Darryl Greene

### Videojuegos
- Def Jam: Fight for NY (2004) - El mismo
- Def Jam Fight for NY: The Takeover (2006) - El mismo